# Fog Investigation and Dispersal Operation

Mise en œuvre du FIDO sur la base aérienne de Graveley, en mai 1945.

Le FIDO, Fog Investigation and Dispersal Operation (littéralement, étude sur le brouillard et opération de dispersion), parfois nommé "Fog Intense Dispersal Operation" (opération de dispersion intense de brouillard ) ou "Fog, Intense Dispersal Of" («Brouillard, dispersion intense de») était un système utilisé pour disperser le brouillard ou une purée de pois (smog très dense) d'un aérodrome afin de permettre aux avions de pouvoir atterrir en toute sécurité.
L'appareil fut développé par Arthur Hartley (en) pour les bases de bombardiers britanniques de la RAF, permettant l'atterrissage d'avions revenant de raids sur l'Allemagne, lors de mauvaise condition de visibilité en brûlant du carburant de chaque côté de la piste.

## Contexte et historique
Le système FIDO fut développé au sein du département de génie chimique de l'Université de Birmingham, au Royaume-Uni, au cours de la Seconde Guerre mondiale. L'invention de FIDO est officiellement attribuée à John David Main-Smith, directeur scientifique principal du département de chimie du Royal Aircraft Establishment à Farnborough, à Hants, et par courtoisie, le brevet conjoint (595 907) détenu par le ministère des Approvisionnements (en) fut partagé avec le chef du département, le Dr Ramsbottom, ce qui était la pratique normale à ce moment-là. Cette reconnaissance officielle du gouvernement est inscrite dans une lettre d'après-guerre du ministère de l'Air à la veuve de l'inventeur défunt et détenue par son fils Bruce Main-Smith (en février 2008). Il traite également du rôle moindre de ceux qui développèrent des équipements de support, notamment le brûleur FIDO.
« Je me souviens », écrivait B Main-Smith, « qu'une grande partie de l'installation des aérodromes a été inaugurée sur l'aérodrome de Hartford Bridge Flats (alias Blackbushe près de Yateley, dans le Surrey (sic)) à quelques kilomètres de l'aérodrome de RAE de Farnborough ». Bien que JD Main-Smith ait été copropriétaire du brevet FIDO, aucune redevance ne fut perçue pour des applications civiles au Royaume-Uni après la Seconde Guerre mondiale, il n'y en eut aucune car le pays manquait trop de pétrole. Pour tenter de quantifier l'économie de vie de personnel navigant, B Main-Smith suggéra le nombre de 11 000 aviateurs bien que peut-être tous ne seraient pas aptes à voler de nouveau...
« Il est difficile pour un britannique d’aujourd’hui (2008) de comprendre à quoi ressemblaient les brouillards durant la Seconde Guerre mondiale: il n'était pas rare qu'une personne soit incapable de voir sa main au bout de son bras tendu. La loi sur la qualité de l’air (en) postérieure à la guerre améliora énormément la situation des brouillards britanniques », commenta B Main-Smith.

## Description du système
Le dispositif consistait en deux tuyaux situés le long des deux côtés de la piste et à travers lesquels un carburant (généralement de l'essence provenant de la zone de récupération des pétroles usés de l'aérodrome) était pompé puis pulvérisée via des bruleurs à intervalles réguliers le long des tuyaux. Les vapeurs étaient allumées à partir d'une série de brûleurs, produisant des murs de flammes. L'installation FIDO stockait habituellement son combustible dans quatre réservoirs cylindriques verticaux construits au bord de l'aérodrome avec un muret de rétention en briques en cas de fuite. Les réservoirs étaient généralement placés entre des murs de briques ordinaires pour les protéger des éclats de bombes ou de tirs de canons.
Lorsque le brouillard empêchait les avions alliés de repérer et de voir les pistes pour atterrir, ils étaient détournés vers des aérodromes équipés de FIDO. Les bombardiers de nuit de la RAF qui étaient endommagés lors de leurs missions étaient également détournés vers les aérodromes équipés de FIDO afin d’être sûr qu'ils pourraient atterrir à leur arrivée. Lorsque le FIDO était nécessaire, les pompes à carburant commençaient à verser du liquide inflammable dans le système de tuyauterie et une jeep trainait une marque enflammée à l'arrière initiant rapidement le feu des deux côtés de la piste allumant le carburant aux sorties des tuyaux. Les brûleurs étaient parfois allumés par des hommes à bicyclette ou par des coureurs à pied. Le résultat était une rangée de flammes des deux côtés de la piste qui réchaufferait l'air. La chaleur des flammes évaporait les gouttelettes de brouillard en suspension faisant disparaitre le brouillard au-dessus de la piste. Cela permettait au pilote de voir le sol alors qu'il tentait de poser son avion. Une fois posés, les avions étaient déplacés et dispersés dans des parkings. Le lendemain, les avions étaient réparés si nécessaire, ravitaillés et ramenés à leur base d'origine.

## Procédure pour les équipages avant l'introduction de FIDO
Avant l'introduction du FIDO, le brouillard était responsable de la perte d'un certain nombre d'avions revenant de missions. Souvent de nombreuses régions du Royaume-Uni étaient recouvertes de brouillards et, dans ces situations, il était recommandé au pilote de diriger son avion vers la mer puis, alors qu'il se trouvait encore au-dessus de la terre, de l'évacuer en parachute. Les avions s'écrasaient ensuite en mer. Avec des raids souvent composés de plusieurs centaines d'avions, cela pourrait représenter une perte d’un nombre important de bombardiers.

## L'utilisation de FIDO
FIDO utilisait d'énormes quantités de carburant, environ 450 000 litres par heure. Les aérodromes avec des pistes plus longues telles que la base de la RAF de Carnaby (en) utilisait des quantités plus de deux fois égales à cette valeur. De grands réservoirs de stockage de carburant remplis d'essence de qualité inférieure et éventuellement de kérosène et d'autres combustibles étaient reliés par des pompes pour fournir ce carburant aux tuyaux sur le bords des pistes. Bien qu'extravagant dans la quantité de carburant consommé, les appareils sauvés compensaient largement le coût de ce dispositif.
Les systèmes FIDO furent utilisés dans de nombreuses bases aériennes de la RAF en Angleterre au cours de la Seconde Guerre mondiale.
Bases de la RAF équipées du FIDO:
- Base de la RAF Hartford Bridge / Blackbushe
- Base de la RAF de Bradwell Bay (en)
- Base de la RAF de Carnaby (en) – Piste d'atterrissage d'urgence
- Base de la RAF de Downham Market (en), Norfolk
- Base de la RAF de Fiskerton (en)
- Base de la RAF de Foulsham (en)
- Base de la RAF de Graveley (en)
- Base de la RAF de Ludford Magna (en)
- Base de la RAF de Manston – Piste d'atterrissage d'urgence
- Base de la RAF de Melbourne (en)
- Base de la RAF de Metheringham (en)
- Base de la RAF de St Eval (en)
- Base de la RAF de Sturgate (en)
- Base de la RAF de Tuddenham (en)
- Base de la RAF de Woodbridge (en) – Piste d'atterrissage d'urgence
- Épinoy

Le dernier aérodrome équipé d'un FIDO opérationnel était la base de RAF de Manston. Le système fut disponible pour une utilisation d'urgence jusqu'en 1952. En raison des coûts élevés, l'utilisation devait être signalée au ministre de l'Air.
Un  FIDO fut conçu et construit le long de la piste 1 de l'aéroport de Londres-Heathrow, mais les tuyaux et autres accessoires ne furent jamais été installés.
Le système FIDO fut également installé sur des aérodromes nord-américains, notamment à Arcata, en Californie, sur la base aérienne Eareckson, sur la base aéronavale de Whidbey Island, à l'aérodrome d'Amchitka (en) durant la Seconde Guerre mondiale sur l'île Amchitka dans les Îles Aléoutiennes. Il fut utilisé pour amener des avions commerciaux dans des aéroports couverts de brouillard aux États-Unis.